# Mobile Strike
Mobile Strike — мобильная многопользовательская онлайн стратегия разработанная в 2015 году компанией Machine Zone. С 2015 по 2016 год игра стала одной из самых кассовых мобильных игр.

## Маркетинг
Mobile Strike известна своей рекламой с участием актёра Арнольда Шварценеггера. Один из его рекламных роликов был показан на Супербоул 50. В ещё одном ролике, который транслировался на Super Bowl 50, Шварценеггер говорил известные фразы произнесённые им в фильмах, такие как: «I’ll be back», «Get to the chopper», и «Hasta la vista, baby».
В апреле 2017 года выпущенная ими реклама в которых были женщины в бикини, играющих в игру на шезлонгах, была запрещена рекламной кампанией Advertising Standards Authority для показа в Соединённом Королевстве.

## Оценки
На ноябрь 2016 года игра стала второй в списке самых кассовых игр в Apple App Store. Однако сама игра была не так положительно принята критиками. Эндрю Хейворд из Macworld отрицательно высказывался за большое количество микротранзакций в игре. Хейворд также раскритиковал приложение за частую рекламу. Хейворд пришёл к выводу, что игра «безусловно, не стоит траты на неё денег, чтобы достичь в ней прогресса». Дженнифер Аллен из Gamezebo также подверг игру отрицательной критике.